# Mark Blaug
Mark Blaug (3. dubna 1927 – 18. listopadu 2011) byl britsko-nizozemský ekonom židovského původu. Narodil se v Nizozemsku, ale v roce 1982 získal britské občanství. Působil ve společenství Britské akademie (FBA). V průběhu života odhalil a popsal nepřeberné množství ekonomických témat a odvětví.

## Život

### Dětství
Mark Blaug se narodil jako Norbert Blauaug 3. dubna roku 1927 v nizozemském Haagu. Jeho otec Berl Blaug (později Bernard) se narodil na jihu dnešního Polska. Za první světové války byl kapitánem rakousko-uherské armády, ale kvůli svému židovskému původu a vzrůstajícímu antisemitismu byl nucen se společně se svou ženou Sarah Toemanovou přestěhovat z Vídně do Nizozemska. Tam založil dílnu na výrobu pláštěnek a nepromokavých kabátů. Manželé měli kromě Marka ještě dva další syny – nejstaršího George a nejmladšího Maurice.
V roce 1940 odjela Sarah Toemanová se staršími syny do Anglie, protože tušila válečné nebezpečí. Sama se poté vrátila za manželem a nejmladším synem. V Anglii chlapci navštěvovali židovskou internátní školu Whittingham College, která však Markovi nevyhovovala, a proto byl později i s bratrem přestěhován do Londýna, kde začal navštěvovat St John’s Wood Grammar School. Mezitím se rodiče společně s nejmladším Mauricem přestěhovali na jih Francie a obchod přenechali vedoucímu, který byl nežidovského původu. Markův otec Berl si uvědomoval válečné nebezpečí, a proto nabádal své příbuzné k emigraci. Sám se svou ženou Sarah a synem Mauricem odplul do bezpečí do New Yorku.

### Odjezd a život v USA
Starší chlapci byli mezitím z Londýna evakuováni, ale již v roce 1941 připluli lodí za rodiči do USA. Tam Mark roku 1945 odmaturoval na Peter Stuyvesant High School a pokračoval ve studiu na Newyorské univerzitě. Z té byl však vyloučen. V této době se stal členem newyorské komunistické strany. Zároveň se zde setkal se svou budoucí manželkou Rose Lapone, se kterou odletěl do Kalifornie, kde absolvoval letní školu na Kalifornské univerzitě. Později se společně s Rose vrátil do New Yorku, kde se roku 1947 vzali. Bakalářský titul Blaug získal v roce 1950 na Queens College. O tři roky později se rozvedl, i přes významnou finanční podporu své ženy. Té si byl vědomý do konce života a právě vděčnost byla pravděpodobně jedním z důvodů, proč se Blaug s bývalou ženou přátelil až do její smrti v roce 2011.
Svůj magisterský obor dokončil prací na téma monopolistické konkurence na Kolumbijské univerzitě, kde později také získal pod vedením George Stiglera titul Ph.D. Následně získal pozici na Queens College, ze které byl však vyhozen kvůli podpisu prokomunistické petice. V důsledku toho mu byla nabídnuta možnost výzkumu v Britském muzeu v Londýně. Jeho práce z tohoto období byla publikována roku 1958 pod názvem Ricardian Economics – A Historical Study.
Během tohoto pobytu se Blaug setkal se svou druhou manželkou Brendou Ellis. Společně se přestěhovali do Connecticutu, kde získal Mark Blaug nejprve pozici docenta, a později místo odborného asistenta na Yaleově univerzitě. Páru se narodil jediný syn David Ricardo. Vztah však nevydržel a Brenda se rozhodla vrátit zpět do své vlasti i společně se synem. Rozvod proběhl v roce 1961. Yaleova univerzita se Markovi a jeho komplikované rodinné situaci snažila vyjít vstříc, a proto mu byla nabídnuta docentura na Manchesterské univerzitě. V rámci tohoto projektu Mark studoval bavlnový průmysl v Anglii a poté také ve Francii.

### Návrat do Evropy
Následně se vrátil přednášet na Katedru ekonomie na Yalově univerzitě. Během této doby začal pracovat na své publikaci s názvem Economis Theory in Retrospect, která vyšla v roce 1962 a otevřela novou pracovní kapitolu Markova života. Přes úspěch mu nebyl prodloužen pracovní poměr na univerzitě, a tak odjel zpět do Velké Británie, kde se setkal se svou třetí ženou Ruth Towse, britskou ekonomkou, se kterou má syna Tristana, který se narodil v roce 1971. V roce 1988 se přestěhoval s rodinou do Devonu, kde žil až do své smrti 18. listopadu 2011.

## Práce

### Ekonomie vzdělávání
Markova kariéra v ekonomii vzdělávání neměla dlouhého trvání. Podnikl několik „misí“ jménem UNESCA, ILO, Národní banky a dalších organizací. Také byl zapojen do takzvaného Moser oddělení v LSE (London Stock Exchange) – Claus Moser, což byl profesor sociální statistiky zodpovědný za statistickou evidenci pro „Robin Report“ ve vyšším vzdělávání. Mark publikoval významné dílo Teoretickou a empirickou práci o studentských půjčkách a ostatních aspektech finančnictví ve vysokém vzdělávání v Británii stejně tak jako v rozvojových zemích. Dále strávil rok 1969–70 v Thajsku prací s místním Ministrem vzdělávání. Navzdory tomu, že nakonec shledal ekonomii vzdělávání za limitovanou, a jeho zahajovací přednášku na postu profesora Ekonomického vzdělávání poznamenal jeho rozladěný postoj, pokračoval v práci na Historii ekonomického myšlení a navštěvoval konference veskrze na toto téma. Další aktivitou spojenou s tímto odvětvím bylo vyučování pro kurz profesora Hla Myintse.

### Odchod do důchodu a rozvoj v dalších oblastech ekonomie
Jeho přínos do ekonomie vzdělávání potvrdila skutečnost, že byl požádán o předčasný odchod do důchodu Institutem vzdělávání v roce 1984. Od té doby rozvíjel druhou opravdovou vášeň jeho intelektuálního života, a to Metodologie ekonomie. Po dobu tohoto období rozvíjel také svůj zájem v oboru ekonomie umění, později známé jako kulturní ekonomie. Předčasný odchod do důchodu však nebyl pro Marka pohodlnou záležitostí jako to bylo u některých jeho vrstevníků. Jeho penze nebyla příliš vysoká a k uživení musel mít další příjem. Alan Peacock, kterého Mark velmi obdivoval nejen jako ekonoma, ale také jako přítele, nabídl Markovi částečný profesorský úvazek na Buckinghamské Univerzitě. Později pracoval na experimentu první britské soukromé Univerzity, kterou Mark podporoval. Zde strávil několik šťastných let vyučováním historické ekonomie a metodologie ekonomie. Markovo nadšení pro metodologii nejspíše začalo v průběhu stáže roku 1965 na Univerzitě v Chicagu, kde poznal Miltona Friedmana (kde bydleli ve stejném hotelu). Mark si pamatoval do detailu mnoho jejich společných konverzací. Téměř v ničem spolu nesouhlasili, ale jako dva dobří židovští řečníci si užívali každou diskuzi.

### Současníci a vliv na jeho práci
Mark často konzultoval své myšlenky s kolegy z oborů třeba i jen příbuzných. Právě proto je zajímavé, že se Mark nikdy nesetkal s Karlem Popperem, významným ředstavitelem Moderního liberalismu, neboť v tomto období se plně věnoval práci mimo společnost. Navzdory tomu, Mark potkal Imre Lakatose (filozof matematiky a přírodních věd) a stali se blízkými přáteli, do té doby než Imre tragicky zahynul v roce 1974. Imre byl pro Marka ideálním přítelem-velmi intelektuální, s bohatými zkušenostmi a lehkým sklonem k šílenství. Kromě těchto vlivů však Mark také spojil metodologii s jeho prací jak v dějinách ekonomického myšlení, včetně současného vývoje, jako je monetarismus (nebo jeho oživení), tak s ekonomií vzdělávání. Tím byl nastaven kurz pro všechny jeho pozdější práce.

### Dartmoor a konec kariéry
V roce 1988 koupil Mark se svou ženou stodolu na okraji Dartmooru a přestavovali jej na obytné sídlo. Shodou okolností se dostali do kontaktu s ekonomickým oddělením na Exeterské Univerzitě a v důsledku toho tam oba manželé roky pracovali. V roce 1999 se Ruth přestěhovala na Erasmus University v Rotterdamu a Markovi byl nabídnut částečný úvazek na Amstrdamské univerzitě. Následovalo devět let závěrečné fáze Markovy kariéry, kde také pracoval na Erasmus University, kde byl v kontaktu s EIPE (Institutem ekonomiky a filozofie), který nyní získal cenu Marka Blauga za nejlepší referát ve svém časopise. Na počest Markova života a díla existuje mnoho ocenění a publikací.

## Ocenění
V roce 1984 byl jmenován čestným zahraničním členem Královské nizozemské akademie věd a umění.
V roce 1988 se stal čestným členem The Economic History Society a o rok později voleným členem British Academy.